# Gangmei
Gangmei (kinesiska: 岗美) är en köping i sydöstra Kina. Det ligger i Yangchun i staden Yangjiang i provinsen Guangdong, , omkring 200 kilometer sydväst om provinshuvudstaden Guangzhou. Antalet invånare är 46 270. Befolkningen består av 22 258 kvinnor och 24 012 män. Barn under 15 år utgör 20,0 %, vuxna 15-64 år 67 %, och äldre över 65 år 11,0 %.